# Pfeiffernunatak
Der Pfeiffernunatak ist einer der Outback-Nunatakker im ostantarktischen Viktorialand. Er ragt 1900 m hoch nordöstlich des Welcome Mountain und südlich des Heuser-Nunataks der Emlen Peaks aus den Eismassen am Rand des nördlichen Polarplateaus auf.
Wissenschaftler der deutschen Expedition GANOVEX IV (1984–1985) benannten ihn. Namensgeber ist Dietrich Pfeiffer, langjähriger Herausgeber des Geological Yearbook.